# Helmut Strnad
Helmut Frithjof Strnad (* 30. Juni 1930 in Prag; † 2002) war ein deutscher Ingenieur für Maschinenbau und Hochschullehrer in Wuppertal.
Strnad studierte Maschinenbau mit dem Abschluss Diplomingenieur und wurde 1963 an der Technischen Hochschule Darmstadt mit einer Studie über „Die Steuerung industrieller Fertigung in kybernetischer Sicht“ promoviert. Er war von 1969 bis 1977 ordentlicher Professor an der RWTH Aachen und zugleich von 1969 bis 1974 Direktor und geschäftsführendes Vorstandsmitglied der Technischen Akademie Wuppertal. Von 1977 bis 1995 lehrte er als Professor für Maschinenbau im Gebiet Konstruktion an der Gesamthochschule Wuppertal. Außerdem war er als Sachverständiger und Fachgutachter für Maschinen der Metallbe- und Metallverarbeitung, Montageeinrichtungen sowie Maschinensteuerungen tätig.
Von 1970 bis 1977 war Strnad Mitglied im Beirat der Friedrich-Naumann-Stiftung.

## Veröffentlichungen
- (gemeinsam mit Bernd J. Vorath): Sicherheitsgerechtes Konstruieren. Entwerfen und Konstruieren gefahrenfreier technischer Arbeitsmittel, 2. Aufl., Verlag TÜV Rheinland, Köln 1991, ISBN 978-3-88585-727-3.
- Entwickeln und Konstruieren gefahrenfreier technischer Arbeitsmittel. Fachbericht der Arbeitsgruppe Sicherheitstechnische Konstruktion, Bergische Universität – GH, Wuppertal, Beuth, Berlin, Köln 1985, ISBN 978-3-410-37967-6.
- (gemeinsam mit Rolf H. Korell): Sicherheitstechnische Eigenschaften und Einsatzbedingungen von Niederspannungs-Schaltgeräten, Wirtschaftsverlag NW, Bremerhaven 1984, ISBN 978-3-88314-349-1.
- Die Steuerung industrieller Fertigung in kybernetischer Sicht. Unter besonderer Berücksichtigung von Störeinflüssen (zugleich: TH Darmstadt, Fakultät für Kultur- und Staatswissenschaften, Diss. v. 28. Mai 1963).